# 錫樵夫
錫樵夫（英語：Tin Woodman）是法蘭克·鮑姆作品《綠野仙蹤》及其他奧茲國系列小說的虛構人物。

## 角色
在《綠野仙蹤》中，錫樵夫本來是普通人類，以砍柴維生。他愛上了一位女孩，但女孩的母親不願女兒和他交往，於是找東國魔女向他下咒，使他的四肢及軀體陸續被斧頭砍掉，一位鐵匠用錫製的假肢替代了他失去的身軀，最終他的全身變成都是錫製的，雖然不會再受傷及感受疼痛，但一旦碰到水（包括流眼淚）便會生鏽，要上油才會重新活動起來。而且錫樵夫還十分遺憾鐵匠忘了幫他裝上心。
一次他因為被困在雨中而全身生鏽無法動彈，直到後來桃樂絲·蓋爾和稻草人路過幫他上油，才讓他重獲新生。錫樵夫加入桃樂絲等人的行列，前往翡翠城向魔法師奧茲索求他缺乏的心。奧茲在桃樂絲等四人完成殺死西國魔女的任務後，便盡力滿足四人的願望，錫樵夫獲得了一顆用絲綢製成並裝滿木屑的心臟（只是一個安慰，在桃樂絲遇險時哭了；見到大法師時雖然害怕，但沒忘記扶住桃樂絲。這都說明錫樵夫有一顆心，能體會到他對同伴的關心與細膩的情感）。
錫樵夫在與桃樂絲等人冒險的途中結識了奧茲國西方聞綺斯國的人民，聞綺斯人都十分喜愛他，於是錫樵夫便成為聞綺斯人的領導。

## 創作靈感及寓意
鮑姆曾經負責布置一家五金店的櫥窗，他將店內商品拼湊成一個人體造型，據推測這段經歷可能是錫樵夫角色的靈感來源:78。
美國歷史學家亨利·萊特菲爾德猜測錫樵夫是對美國北方工人的隱喻。

## 改編版本
在1939年電影《綠野仙蹤》中，錫樵夫由傑克·哈利飾演。本來預定扮演錫樵夫的演員是雷·保加，他後來卻與巴迪·艾布森互換角色；但艾布森也因對錫化妝粉嚴重過敏而無法出演這個角色，最終才由傑克·哈利頂替:260。